# (98) Ianthe
(98) Ianthe – planetoida z pasa głównego planetoid okrążająca Słońce w ciągu 4 lat i 146 dni w średniej odległości 2,68 j.a. Została odkryta 18 kwietnia 1868 roku w Clinton położonym w hrabstwie Oneida w stanie Nowy Jork przez Christiana Petersa. Nazwa planetoidy pochodzi od okeanidy Iante, która była córką Okeanosa i Tetydy w mitologii greckiej.